# Съмърсет Моъм
Уилям Съмърсет Моъм (на английски: William Somerset Maugham) е английски белетрист и драматург, един от най-известните и най-високоплатени западни писатели през 30-те години на XX век.

## Житейски път
Моъм е роден на 25 януари 1874 г. в Париж, Франция. Баща му е юрист в английското посолство в Париж. Остава сирак на десетгодишна възраст, след като майка му умира от туберкулоза, а две години по-късно баща му умира от рак. Заминава да живее в Англия при чичо си, който е свещеник в малък град. Учи в Кралското училище в Кентърбъри. По това време започва да заеква. На 16-годишна възраст Моъм отказва да продължи обучението си в Кралското училище, защото иска да учи литература и чичо му го изпраща в Хайделберг, Германия. Там следва литература, философия и немски език в университета. Именно там Моъм започва да пише тайно разкази. На 18-годишна възраст се завръща в Англия по настояване на чичо си, за да учи медицина, но посещава медицинското училище на лондонската болница Св. Томас без желание. След пет години се дипломира, но не работи като лекар, а се отдава изцяло на писането.
Отначало публикува кратки разкази и още 23-годишен публикува първия си роман „Лайза от Ламбет“. През следващите години пише предимно пиеси, като четири от тях се играят в Лондон с голям успех. През 1915 г. публикува автобиографичния роман Души в окови. По време на Първата световна война е английски шпионин в Швейцария. През 1928 г. Моъм купува резиденция на Френската Ривиера, нарича я вила „Мореск“ и живее там до края на живота си. В нея гостуват известни личности като Уинстън Чърчил, Хърбърт Уелс и Ноел Кауард.
Две жени остават трайни следи в живота на Моъм. Едната е Етелуин Джоунс, известна като Сю Джоунс, бляскава дъщеря на известен драматург, тя е начинаеща актриса, току-що разведена. По-късно, когато тя играе в Чикаго, Моъм ѝ прави предложение, но тя му отказва. Оказва се, че е бременна от друг и скоро след това се жени за сина на шестия граф Антрим. Жената, с която Моъм сключва брак, е Сири Барнардо Уелкъм, на 22 години, преди това съпруга на 48-годишния Хенри Уелкъм, американски фармацевтичен магнат. През 1911 г. Моъм среща Сири, през 1913 г. тя става негова любовница и му ражда дъщеря – Елизабет. След скандалния развод на Сири двамата се женят на 26 май 1917 г. Бракът им обаче не е щастлив и те се развеждат през 1929 г. Сири изживява дълбоко своята болка.
Любовният живот на Моъм преминава под знака на бисексуалността. Голямата любов на писателя е Джералд Хакстън. Запознават се през Първата световна война във Франция. Джералд е роден в Сан Франциско, но е отрасъл в Англия. Заживяват заедно на Ривиерата, като Джералд го съпровожда по време на пътешествията и играе ролята на секретар и компаньон. След смъртта му Моъм има нов компаньон – Алън Сърл. През 1962 г. дъщеря му Елизабет иска да го обяви за невменяем. Моъм се отрича от нея официално и осиновява Сърл, но съдът в Ница обезсилва осиновяването и Елизабет получава правата на наследница. През 1965 г. Моъм умира на 91 години.

## Творчество

### Самостоятелни романи
- Лайза от Ламбет, Liza of Lambeth (1897)
- Госпожа Крадък, Mrs Craddock (1902)
- The Explorer (1907)
- The Magician (1908)
- Души в окови (Тегло човешко) [1], Of Human Bondage (1915)
- Луна и грош, The Moon and the Sixpence (1919)
- Цветният воал, The Painted Veil (1925)
- Ашендън, Ashenden: Or the British Agent (1928)
- Скелет в гардероба (Вино и баници), Cakes and Ale: or, the Skeleton in the Cupboard (1930)
- Натясно в ъгъла (Невъзможно бягство), The Narrow Corner (1932)
- Christmas Holiday (1939)
- Горе във вилата, Up at the Villa (1941)
- Острието на бръснача, The Razor's Edge (1944)
- Тогава и сега, Then and Now (1946)
- Театър, Theatre (1947)
- Каталина, Catalina (1948)

### Пиеси
- A Man of Honour (1903)
- The Circle (1921)
- Our Betters (1923)
- The Constant Wife (1927)

### Разкази
- Before the Party
- The End of the Flight
- The Facts of Life
- Footprints in the Jungle
- Honolulu
- An Official Position
- The Outstation
- The Taipan
- The Treasure
- The Magician (1908)
- Lord Mountdrago (1939)
- A Man from Glasgow (1947)

### Сборници
- Палми край тропическо море, The Trembling of a Leaf: Little Stories of the South Sea Islands (1921)
- The Casuarina Tree: Six Stories (1928)
- Ah King: Six Stories (1933)
- Cosmopolitans: Very Short Stories (1936)
- The Mixture as Before (1940)
- Creatures of Circumstance (1947)
- Here and There: Short Shories (1948)
- Quartet (1948)
- Trio (1950)
- Човекът, който имаше съвест, The Complete Short Stories of W. Somerset Maugham (1951)
- Encore (1951)
- Лъвска кожа, Collected Short Stories (1969)
- Collected Stories (2004)

### Документалистика
- The Land of the Blessed Virgin: Sketches and Impressions in Andalusia (1905)
- On a Chinese Screen (1922)
- The Truth at Last (1924) (with Charles Hawtrey)
- The Gentleman in the Parlour: A Record of a Journey from Rangoon to Haiphong (1930)
- Don Fernando: or, Variations on some Spanish themes (1935)
- Равносметката, The Summing Up (1938)
- A Writer's Notebook (1949)
- Vagrant Mood: Six Essays (1952)
- The Partial View (1954)
- The Travel Books (1955)
- Points of View (1958)
- Ten Novels and Their Authors (1963)
- On Literature (1967)
- The Skeptical Romancer: Selected Travel Writing (2009)

### Книги за Съмърсет Моъм
- Salute to Somerset Maugham (1954) – от Комптън Макензи
- Conversations with Willie: The Recollections of W Somerset Maugham (1978) – от Робин Моъм

### Филмография (частично)
- 1926 The Magician de Rex
- 1933 Our Betters
- 1934 The Painted Veil – с участието на Грета Гарбо, Джордж Брент, Хърбърт Маршал, Уорнър Оланд
- 1942 The Moon and Sixpence – с участието на Джордж Сандърс, Хърбърт Маршал
- 1946 The Razor’s Edge – с участието на Тайрън Пауър, Ан Бакстър, Джийн Тиърни и Клифтън Уеб
- 1953 Miss Sadie Thompson – с участието на Рита Хейуърт
- 1964 Of Human Bondage – с участието на Ким Новак и Лорънс Харви
- 2000 Up at the Villa – с участието на Кристин Скот Томас и Шон Пен
- 2005 Being Julia – с участието на Анет Бенинг и Джеръми Айрънс
- 2006 The Painted Veil – с участието на Наоми Уотс, Едуард Нортън, Лив Шрайбър и Даяна Риг